# Zeche Kirschbaum (Dortmund)
Die Zeche Kirschbaum in Wellinghofen ist ein ehemaliges Steinkohlenbergwerk. Das Bergwerk war auch unter den Namen Zeche Kirschbaum im Hördischen und Zeche St. Moritz No. 2 bekannt.

## Geschichte

### Die Anfänge
Um das Jahr 1745 wurde die Mutung eingelegt. Am 2. November des Jahres 1747 wurde eine Vermessung durchgeführt. Im Jahr 1754 war die Zeche bereits in Betrieb. Bereits zu Anfang des Jahres 1755 wurde das Bergwerk in Fristen gelegt. Am 12. Januar des Jahres 1757 wurde die Abbaugenehmigung verliehen. Belehnt wurden Johann Wilhelm Crone und weitere nicht namentlich genannte Mitgewerken. Im Jahr 1757 wurden in den Unterlagen des Bergamtes Johann Wilhelm Crone, Moritz Wibbecke, Johann Adolph Crone und Johann Wiethaus als Gewerken eingetragen. In den Jahren 1758 und 1759, 1761 und 1762 sowie 1771 und 1786 war das Bergwerk nachweislich in Betrieb. Im Jahr 1771 wurde die Rezessgelder des Bergwerks bezahlt. Am 16. April des Jahres 1771 wurden in den Unterlagen des Bergamtes Johann Wilhelm Crone, Johann Diedrich Wibbecke, die Witwe Crone (Ehefrau des verstorbenen Johann Adolph Crone), Friedrich Crone und die Witwe von Bernhard Henrich Crone als Gewerken eingetragen. Der Anteil von Johann Wiethaus war, laut Aussage von Friedrich Crone, von seinem Vater gekauft worden.

## Die weiteren Jahre
Im Jahr 1786 erfolgte eine Kohlenlieferung an die Saline Königsborn. Im Jahr 1797 ging Schacht Wilhelmine in Förderung. Ab April des Jahres 1799 wurde die Zeche Kirschbaum auch Zeche St. Moritz No. 2 genannt. Vermutlich wurde das Bergwerk danach stillgelegt, denn im Februar des Jahres 1814 wurde die Zeche wieder in Betrieb genommen. Der Abbau erfolgte am Schacht Caroline. Dieser Schacht gehörte der Zeche St. Moritz. Ab dem zweiten Quartal des Jahres 1815 wurde nur noch das Grubenfeld ausgerichtet. Danach wurde zeitweise Abbau betrieben, zeitweise lag das Bergwerk auch in Fristen. Im Jahr 1818 wurde am Schacht Friedrich abgebaut, ab Mai desselben Jahres lag das Bergwerk erneut in Fristen. Ab dem Jahr 1821 wurde erneut Abbau betrieben, danach wurde der Betrieb häufig gestundet. Es wechselten sich Stundung und Abbau hintereinander ab. Im Jahr 1825 wurde weiterhin nur zeitweise Abbau betrieben. Im Jahr 1830 lag das Fördervermögen des Bergwerks bei 3800 preußischen Tonnen pro Jahr. Erneut fand nur zeitweiser Abbau statt. Im November des Jahres 1833 wurde das Bergwerk stillgelegt. Am 2. November des Jahres 1841 konsolidierte die Zeche Kirschbaum mit weiteren Zechen zur Zeche Crone.